# Campeonato Mundial de Atletismo de 2015
Campeonato Mundial de Atletismo de 2015 foi o campeonato mundial bienal do esporte que se realizou na cidade de Pequim, na China, sob organização da Associação Internacional de Federações de Atletismo – IAAF.  Um total de 1936 atletas de 205 países participaram das competições que ocorreram no Estádio Nacional de Pequim – o famoso Ninho do Pássaro – e pelas ruas da capital chinesa entre 22 e 30 de agosto de 2015. Um novo país-membro da IAAF, o Kosovo, participou pela primeira vez da competição.

## Local
O Estádio Nacional de Pequim, popularmente conhecido como "Ninho do Pássaro" por sua aparência arquitetônica, recebeu o maior evento internacional que sediou desde os Jogos Olímpicos de Pequim em 2008, para os quais foi construído. Com capacidade original de 80 mil lugares, apenas 55 mil estiveram disponíveis desta vez. Apenas os anéis inferiores e médios do estádio tiveram lugares disponíveis, com o anel superior fechado ao público. À exceção das provas de maratona e marcha atlética, todas as demais modalidades foram disputadas integralmente em seu interior.
A Mondo, a empresa italiana que desde Montreal 1976 fornece o piso das pistas de atletismo de Jogos Olímpicos, Jogos Pan-americanos, campeonatos mundiais, europeus, asiáticos e de diversos estádios ao redor do mundo que sediam provas da Diamond League e de torneios diversos indoor, forrou a pista do Ninho do Pássaro novamente com a pista "Mondotrack", que fez sua estreia em Pequim 2008, produzindo cinco recordes mundiais. Durante o campeonato foi apresentada com exclusividade a última versão da pista, a Mondotrack WS, que fez a sua estreia mundial no ano seguinte, no Estádio Engenhão, nos Jogos Olímpicos Rio 2016.

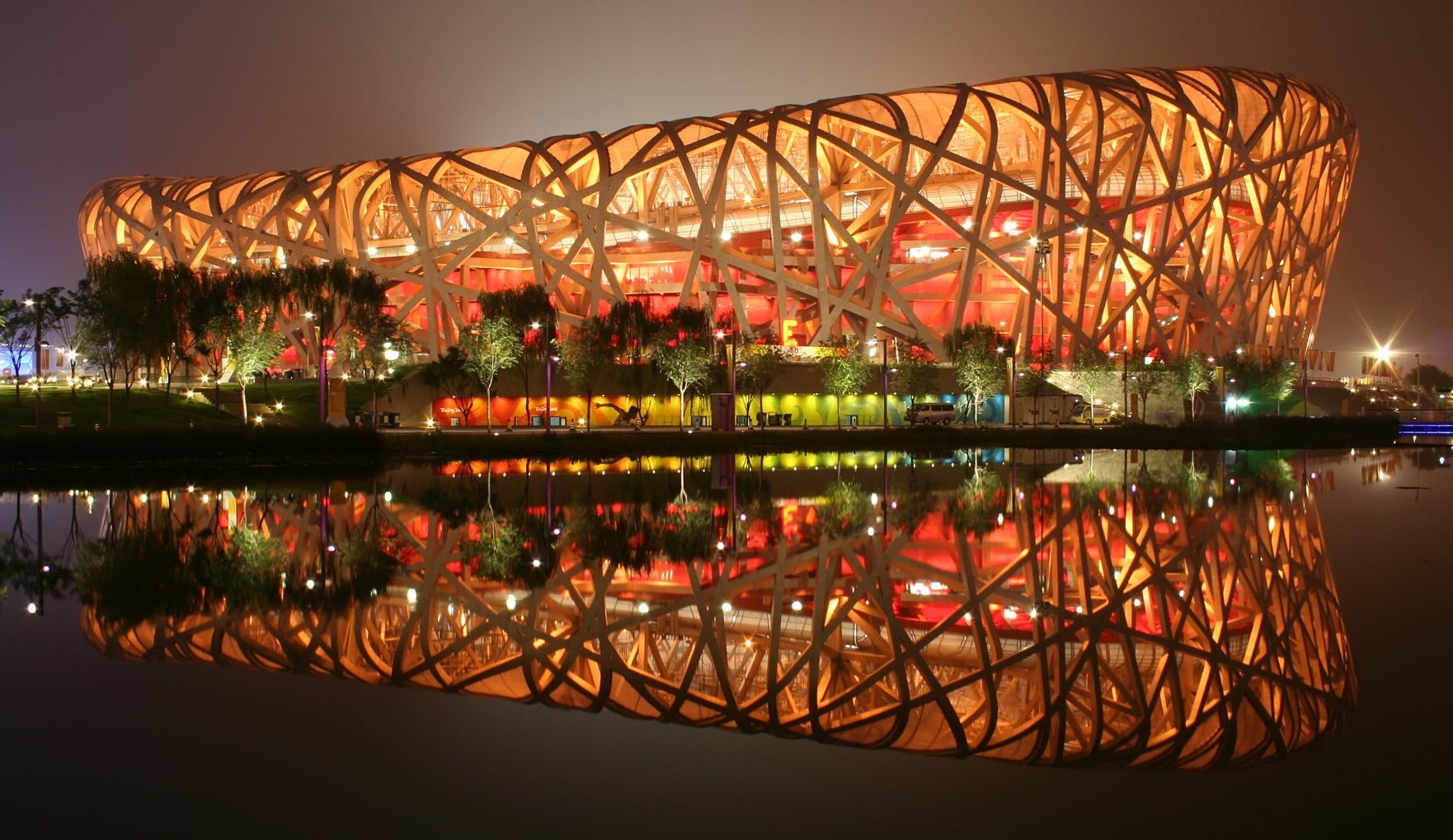
O "Ninho do Pássaro", o Estádio Nacional de Pequim.

## Prêmios
O campeonato paga prêmios em dinheiro e esta edição dividiu mais de sete milhões de dólares entre os atletas, incluindo um bônus de US$100.000 dólares para quem estabelecesse um novo recorde mundial em sua modalidade. Os principais prêmios foram:
| Eventos individuais – $60.000 – $30.000 – $20.000 4° lugar: $15.000 5º lugar: $10.000 6° lugar: $6.000 7º lugar: $5.000 8° lugar: $4.000 | Eventos por equipe – $80.000 – $40.000 – $20.000 4° lugar: $16.000 5º lugar: $12.000 6° lugar: $8.000 7º lugar: $6.000 8° lugar: $4.000 |

## Recordes
Foram quebrados um recorde mundial e quatro recordes do Campeonato Mundial de Atletismo em Pequim 2015. O decatleta Ashton Eaton quebrou seu próprio recorde mundial conquistado três anos antes nas seletivas americanas para Londres 2012; a holandesa Dafne Schippers, uma heptatleta transformada em velocista pura,  quebrou o recorde do campeonato dos 200 m que durava há 28 anos, quando foi estabelecido em Roma 1987 por Silke Gladisch, atleta da hoje extinta Alemanha Oriental; a polonesa  Anita Wlodarczyk, recordista mundial do lançamento do martelo e primeira mulher a lança-lo a mais de 80 metros um mês antes de Pequim, fez dois lançamentos acima de 80 metros para quebrar o antigo recorde do campeonato, sendo a única atleta do mundo a lançar acima desta distância e agora por três vezes; uma marca também digna de nota foi a do norte-americano Christian Taylor, com um salto de 18,21 m no salto triplo, o segundo maior na história; sua marca não quebrou o recorde do campeonato porque ele também é o recorde mundial, 18,29 m, do britânico Jonathan Edwards, no Mundial de Gotemburgo 1995.
| Recorde               | Modalidade                   | Atleta           | País           | Marca       | Anterior                 |
| Recorde mundial       | Decatlo                      | Ashton Eaton     | Estados Unidos | 9045 pontos | 9039 (2012)              |
| Recorde do campeonato | Lançamento do martelo        | Anita Wlodarczyk | Polónia        | 80,85 m     | 78,80 m – Moscou 2013    |
| Recorde do campeonato | 200 m                        | Dafne Schippers  | Países Baixos  | 21.63       | 21.74 – Roma 1987        |
| Recorde do campeonato | Revezamento 4x100 m feminino | Jamaica          | Jamaica        | 41.07       | 41.29 – Moscou 2013      |
| Recorde do campeonato | 5000 m                       | Almaz Ayana      | Etiópia        | 14:26.8     | 14:38.5 – Helsinque 2005 |

## Quadro de medalhas
| Posição | País                 | Ouro | Prata | Bronze | Total |
| 1       | Quênia               | 7    | 6     | 3      | 16    |
| 2       | Jamaica              | 7    | 2     | 3      | 12    |
| 3       | Estados Unidos       | 6    | 6     | 6      | 18    |
| 4       | Grã-Bretanha         | 4    | 1     | 2      | 7     |
| 5       | Etiópia              | 3    | 3     | 2      | 8     |
| 6       | Polônia              | 3    | 1     | 4      | 8     |
| 7       | Alemanha             | 2    | 3     | 3      | 8     |
| 7       | Canadá               | 2    | 3     | 3      | 8     |
| 9       | Rússia               | 2    | 1     | 1      | 4     |
| 10      | Cuba                 | 2    | 1     |        | 3     |
| 11      | China                | 1    | 7     | 1      | 9     |
| 12      | Países Baixos        | 1    | 1     | 1      | 3     |
| 13      | África do Sul        | 1    |       | 2      | 3     |
| 14      | Bielorrússia         | 1    |       | 1      | 2     |
| 15      | Colômbia             | 1    |       |        | 1     |
| 15      | Eritreia             | 1    |       |        | 1     |
| 15      | Eslováquia           | 1    |       |        | 1     |
| 15      | Espanha              | 1    |       |        | 1     |
| 15      | República Tcheca     | 1    |       |        | 1     |
| 20      | Austrália            |      | 2     |        | 2     |
| 20      | Croácia              |      | 2     |        | 2     |
| 22      | Bahamas              |      | 1     | 1      | 2     |
| 22      | Trinidad e Tobago    |      | 1     | 1      | 2     |
| 22      | Ucrânia              |      | 1     | 1      | 2     |
| 25      | Bélgica              |      | 1     |        | 1     |
| 25      | Brasil               |      | 1     |        | 1     |
| 25      | Egito                |      | 1     |        | 1     |
| 25      | Israel               |      | 1     |        | 1     |
| 25      | Tajiquistão          |      | 1     |        | 1     |
| 25      | Tunísia              |      | 1     |        | 1     |
| 31      | França               |      |       | 2      | 2     |
| 32      | Bahrein              |      |       | 1      | 1     |
| 32      | Bósnia e Herzegovina |      |       | 1      | 1     |
| 32      | Cazaquistão          |      |       | 1      | 1     |
| 32      | Finlândia            |      |       | 1      | 1     |
| 32      | Granada              |      |       | 1      | 1     |
| 32      | Grécia               |      |       | 1      | 1     |
| 32      | Japão                |      |       | 1      | 1     |
| 32      | Letônia              |      |       | 1      | 1     |
| 32      | Marrocos             |      |       | 1      | 1     |
| 32      | Portugal             |      |       | 1      | 1     |
| 32      | Sérvia               |      |       | 1      | 1     |
| 32      | Uganda               |      |       | 1      | 1     |

## Medalhistas

### Masculino
| Evento                         | Ouro                                                                            | Ouro        | Prata                                                                           | Prata       | Bronze                                                                       | Bronze      |
| 100 m detalhes                 | Usain Bolt · Jamaica                                                            | 9.79        | Justin Gatlin · Estados Unidos                                                  | 9.80        | Trayvon Bromell · Estados UnidosAndre De Grasse · Canadá                     | 9.92        |
| 200 m detalhes                 | Usain Bolt · Jamaica                                                            | 19.55       | Justin Gatlin · Estados Unidos                                                  | 19.74       | Anaso Jobodwana · África do Sul                                              | 19.87       |
| 400 m detalhes                 | Wayde van Niekerk · África do Sul                                               | 43.48       | LaShawn Merritt · Estados Unidos                                                | 43.65       | Kirani James · Granada                                                       | 43.78       |
| 800 m detalhes                 | David Rudisha · Quênia                                                          | 1:45.84     | Adam Kszczot Polônia                                                            | 1:46.08     | Amel Tuka · Bósnia e Herzegovina                                             | 1:46.30     |
| 1500 m detalhes                | Asbel Kiprop · Quênia                                                           | 3:34.40     | Elijah Manangoi · Quênia                                                        | 3:34.63     | Abdalaati Iguider · Marrocos                                                 | 3:34.67     |
| 5000 m detalhes                | Mo Farah · Grã-Bretanha                                                         | 13:50.3     | Caleb Ndiku · Quênia                                                            | 13:51.7     | Hagos Gebrhiwet · Etiópia                                                    | 13:51.8     |
| 10000 m detalhes               | Mo Farah · Grã-Bretanha                                                         | 27:01.1     | Geoffrey Kamworor · Quênia                                                      | 27:01.7     | Paul Tanui · Quênia                                                          | 27:02.8     |
| Maratona detalhes              | Ghirmay Ghebreslassie · Eritreia                                                | 2:12:27     | Yemane Tsegay · Etiópia                                                         | 2:13:07     | Solomon Mutai · Uganda                                                       | 2:13:29     |
| 110 m c/ barreiras detalhes    | Sergei Shubenkov · Rússia                                                       | 12.98       | Hansle Parchment · Jamaica                                                      | 13.03       | Aries Merritt · Estados Unidos                                               | 13:04       |
| 400 m c/ barreiras detalhes    | Nicholas Bett · Quênia                                                          | 47.79       | Denis Kudryavtsev · Rússia                                                      | 48.05       | Jeffrey Gibson · Bahamas                                                     | 48.17       |
| 3000 m c/ obstáculos detalhes  | Ezekiel Kemboi · Quênia                                                         | 8:11.28     | Conseslus Kipruto · Quênia                                                      | 8:12.38     | Brimin Kipruto · Quênia                                                      | 8:12.54     |
| Marcha 20 km detalhes          | Miguel Ángel López · Espanha                                                    | 1:19.14     | Wang Zhen · China                                                               | 1:19.29     | Benjamin Thorne · Canadá                                                     | 1:19.57     |
| Marcha 50 km detalhes          | Matej Tóth · Eslováquia                                                         | 3:40:32     | Jared Tallent · Austrália                                                       | 3:42:17     | Takayuki Tanii · Japão                                                       | 3:42:55     |
| 4x100 m detalhes               | Jamaica · Nesta Carter · Asafa Powell · Nickel Ashmeade · Usain Bolt            | 37.36       | China · Youxue Mo · Zhenye Xie · Bingtian Su · Peimeng Zhang                    | 38.01       | Canadá · Aaron Brown · Andre De Grasse · Brendon Rodney · Justyn Warren      | 38.13       |
| 4x400 m detalhes               | Estados Unidos · LaShawn Merritt · Bryshon Nellum · Tony McQuay · David Verburg | 2:57.82     | Trinidad e Tobago · Renny Quow · Lalonde Gordon · Deon Lendore · Machel Cedenio | 2:58.20     | Grã-Bretanha · Rabah Yousif · Delanno Williams · Jarryd Dunn · Martyn Rooney | 2:58.51     |
| Salto com vara detalhes        | Shawnacy Barber · Canadá                                                        | 5,90 m      | Raphael Holzdeppe · Alemanha                                                    | 5,90 m      | Renaud Lavillenie · FrançaPawel Wojciechowski · PolôniaPiotr Lisek · Polônia | 5,80 m      |
| Salto em distância detalhes    | Greg Rutherford · Grã-Bretanha                                                  | 8,41 m      | Fabrice Lapierre · Austrália                                                    | 8,24 m      | Jianan Wang · China                                                          | 8,18 m      |
| Salto triplo detalhes          | Christian Taylor · Estados Unidos                                               | 18,21 m     | Pedro Pablo Pichardo · Cuba                                                     | 17,73 m     | Nélson Évora · Portugal                                                      | 17,52 m     |
| Salto em altura detalhes       | Derek Drouin · Canadá                                                           | 2,34 m      | Gouwei Zhang · ChinaBohdan Bondarenko · Ucrânia                                 | 2,33 m      |                                                                              |             |
| Arremesso de peso detalhes     | Joe Kovacs · Estados Unidos                                                     | 21,93 m     | David Storl · Alemanha                                                          | 21,74 m     | O'Dayne Richards · Jamaica                                                   | 21,69 m     |
| Lançamento de disco detalhes   | Piotr Malachowski · Polónia                                                     | 67,40 m     | Philip Milanov · Bélgica                                                        | 66,90 m     | Robert Urbanek · Polónia                                                     | 65,18 m     |
| Lançamento de martelo detalhes | Pawel Fajdek Polônia                                                            | 80,88 m     | Dilshod Nazarov · Tajiquistão                                                   | 78,55 m     | Wojciech Nowicki Polônia                                                     | 78,55 m     |
| Lançamento de dardo detalhes   | Julius Yego · Quênia                                                            | 92,72 m     | Ihab El Sayed · Egito                                                           | 88,99 m     | Tero Pitkämäki · Finlândia                                                   | 87,64 m     |
| Decatlo detalhes               | Ashton Eaton · Estados Unidos                                                   | 9045 pontos | Damian Warner · Canadá                                                          | 8695 pontos | Rico Freimuth · Alemanha                                                     | 8561 pontos |

### Feminino
| Evento                         | Ouro                                                                                          | Ouro        | Prata                                                                                  | Prata       | Bronze                                                                                     | Bronze      |
| 100 m detalhes                 | Shelly-Ann Fraser · Jamaica                                                                   | 10.76       | Dafne Schippers · Países Baixos                                                        | 10.81       | Tori Bowie · Estados Unidos                                                                | 10.86       |
| 200 m detalhes                 | Dafne Schippers · Países Baixos                                                               | 21.63       | Elaine Thompson · Jamaica                                                              | 21.66       | Veronica Campbell-Brown · Jamaica                                                          | 21.97       |
| 400 m detalhes                 | Allyson Felix · Estados Unidos                                                                | 49.26       | Shaunae Miller · Bahamas                                                               | 49.67       | Shericka Jackson · Jamaica                                                                 | 49.99       |
| 800 m detalhes                 | Maryna Arzamasova · Bielorrússia                                                              | 1:58.03     | Melissa Bishop · Canadá                                                                | 1:58.12     | Eunice Sum · Quênia                                                                        | 1:58.18     |
| 1500 m detalhes                | Genzebe Dibaba · Etiópia                                                                      | 4:08.09     | Faith Kipyegon · Quênia                                                                | 4:08.96     | Sifan Hassan · Países Baixos                                                               | 4:09.34     |
| 5000 m detalhes                | Almaz Ayana · Etiópia                                                                         | 14:26.8     | Senbere Teferi · Etiópia                                                               | 14.44.0     | Genzebe Dibaba · Etiópia                                                                   | 14:44.1     |
| 10000 m detalhes               | Vivian Cheruiyot · Quênia                                                                     | 31:41.3     | Gelete Burka · Etiópia                                                                 | 31:41.7     | Emily Infeld · Estados Unidos                                                              | 31.43.4     |
| Maratona detalhes              | Mare Dibaba · Etiópia                                                                         | 2:27:35     | Helah Kiprop · Quênia                                                                  | 2:27:36     | Eunice Kirwa · Bahrein                                                                     | 2:27:39     |
| 100 m c/ barreiras detalhes    | Danielle Williams · Jamaica                                                                   | 12.57       | Cindy Roleder · Alemanha                                                               | 12.59       | Alina Talay · Bielorrússia                                                                 | 12.66       |
| 400 m c/ barreiras detalhes    | Zuzana Hejnová República Tcheca                                                               | 53.50       | Shamier Little · Estados Unidos                                                        | 53.94       | Cassandra Tate · Estados Unidos                                                            | 54.02       |
| 3000 m c/ obstáculos detalhes  | Hyvin Jepkemoi · Quênia                                                                       | 9:19.11     | Habiba Ghribi · Tunísia                                                                | 9.19.24     | Gesa Krause · Alemanha                                                                     | 9:19.25     |
| Marcha 20 km detalhes          | Liu Hong · China                                                                              | 1:27:45     | Lu Xiuzhi · China                                                                      | 1:27:45     | Lyudmyla Olyanoska · Ucrânia                                                               | 1:28:13     |
| 4x100 m detalhes               | Jamaica · Veronica Campbell-Brown · Natasha Morrison · Elaine Thompson · Shelly-Ann Fraser    | 41.07       | Estados Unidos · English Gardner · Allyson Felix · Jenna Prandini · Jasmine Todd       | 41.68       | Trinidad e Tobago · Kelly-Ann Baptiste · Michelle-Lee Ahye · Reyare Thomas · Semoy Hackett | 42.03       |
| 4x400 m detalhes               | Jamaica · Christine Day · Shericka Jackson · Stephenie Ann McPherson · Novlene Williams-Mills | 3:19.13     | Estados Unidos · Sanya Richards · Allyson Felix · Natasha Hastings · Francena McCorory | 3:19.44     | Grã-Bretanha · Christine Ohuruogu · Anyika Onuora · Eilidh Child · Seren Bundy-Davies      | 3:23.62     |
| Salto com vara detalhes        | Yarisley Silva · Cuba                                                                         | 4,90 m      | Fabiana Murer · Brasil                                                                 | 4,85 m      | Nikoléta Kyriakopóulou · Grécia                                                            | 4,80 m      |
| Salto em distância detalhes    | Tianna Bartoletta · Estados Unidos                                                            | 7,14 m      | Shara Proctor · Grã-Bretanha                                                           | 7,07 m      | Ivana Spanovic · Sérvia                                                                    | 7,01 m      |
| Salto triplo detalhes          | Caterine Ibargüen · Colômbia                                                                  | 14,90 m     | Hanna Knyazyeva-Minenko · Israel                                                       | 14,78 m     | Olga Rypakova · Cazaquistão                                                                | 14,77 m     |
| Salto em altura detalhes       | Mariya Kuchina · Rússia                                                                       | 2,01 m      | Blanka Vlašić · Croácia                                                                | 2,01 m      | Anna Chicherova · Rússia                                                                   | 2,01 m      |
| Arremesso de peso detalhes     | Christina Schwanitz · Alemanha                                                                | 20,37 m     | Lijiao Gong · China                                                                    | 20,30 m     | Michelle Carter · Estados Unidos                                                           | 19,76 m     |
| Lançamento de disco detalhes   | Denia Caballero · Cuba                                                                        | 69,28 m     | Sandra Perkovic · Croácia                                                              | 67,39 m     | Nadine Müller · Alemanha                                                                   | 65,53 m     |
| Lançamento de martelo detalhes | Anita Wlodarczyk Polônia                                                                      | 80,85 m     | Wenxiu Zhang · China                                                                   | 76,33 m     | Alexandra Tavernier · França                                                               | 74,02 m     |
| Lançamento de dardo detalhes   | Katharina Molitor · Alemanha                                                                  | 67,69 m     | Liu Huihui · China                                                                     | 66,13 m     | Sunette Viljoen · África do Sul                                                            | 65,79 m     |
| Heptatlo detalhes              | Jessica Ennis · Grã-Bretanha                                                                  | 6669 pontos | Brianne Theisen-Eaton · Canadá                                                         | 6554 pontos | Laura Ikauniece · Letônia                                                                  | 6516 pontos |

Eventos de demostração
| Evento         | Ouro                                    | Ouro    | Prata                                    | Prata   | Bronze                                | Bronze  |
| 400 m detalhes | Sarah Louise Leia Cayton · Grã-Bretanha | 1:00.05 | Virginia Corinne Mitchell · Grã-Bretanha | 1:00.81 | Elizabeth Gail Wilson · Nova Zelândia | 1:02.54 |
| 800 m detalhes | David Heath · Grã-Bretanha              | 2:00.92 | Gunnar Rune Durén · Suécia               | 2:03.41 | Michael Sherar · Canadá               | 2:03.61 |

## Galeria

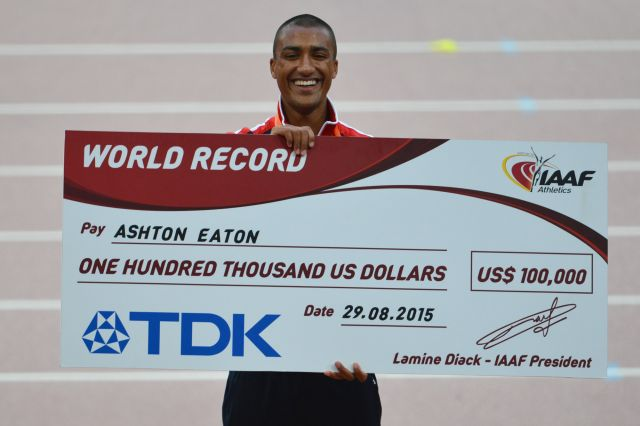
Ashton Eaton mostra o cheque de 100.000 dólares que ganhou pelo recorde mundial do decatlo.
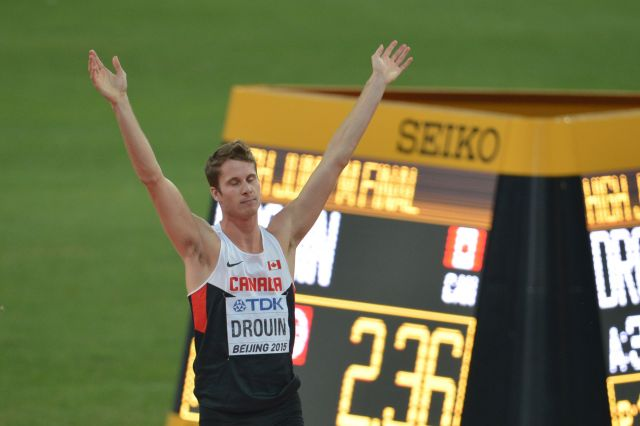
Derek Drouin, comemora a vitória no salto em altura.
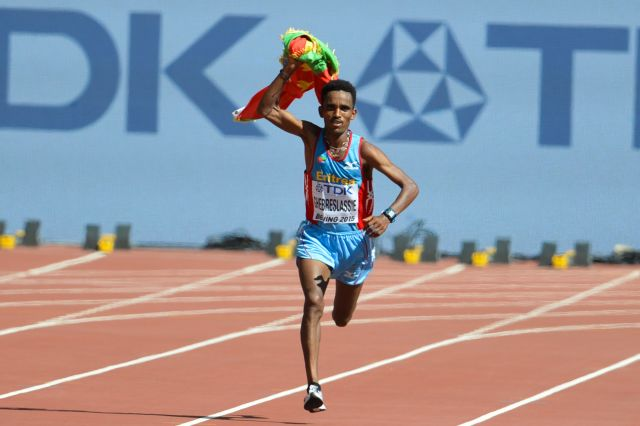
Ghirmay Ghebreslassie, de 19 anos, campeão da maratona.
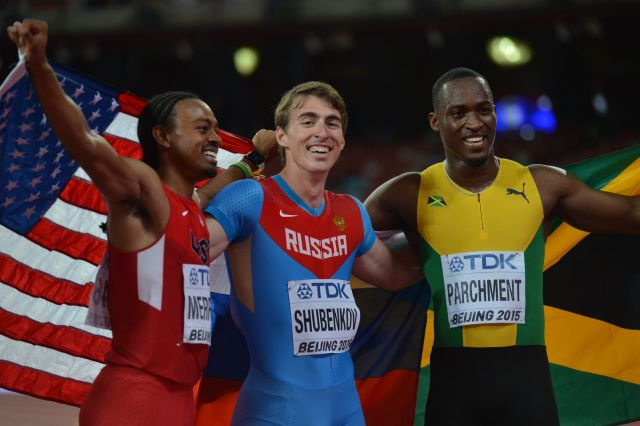
Comemoração dos medalhistas nos 110 m c/ barreiras.
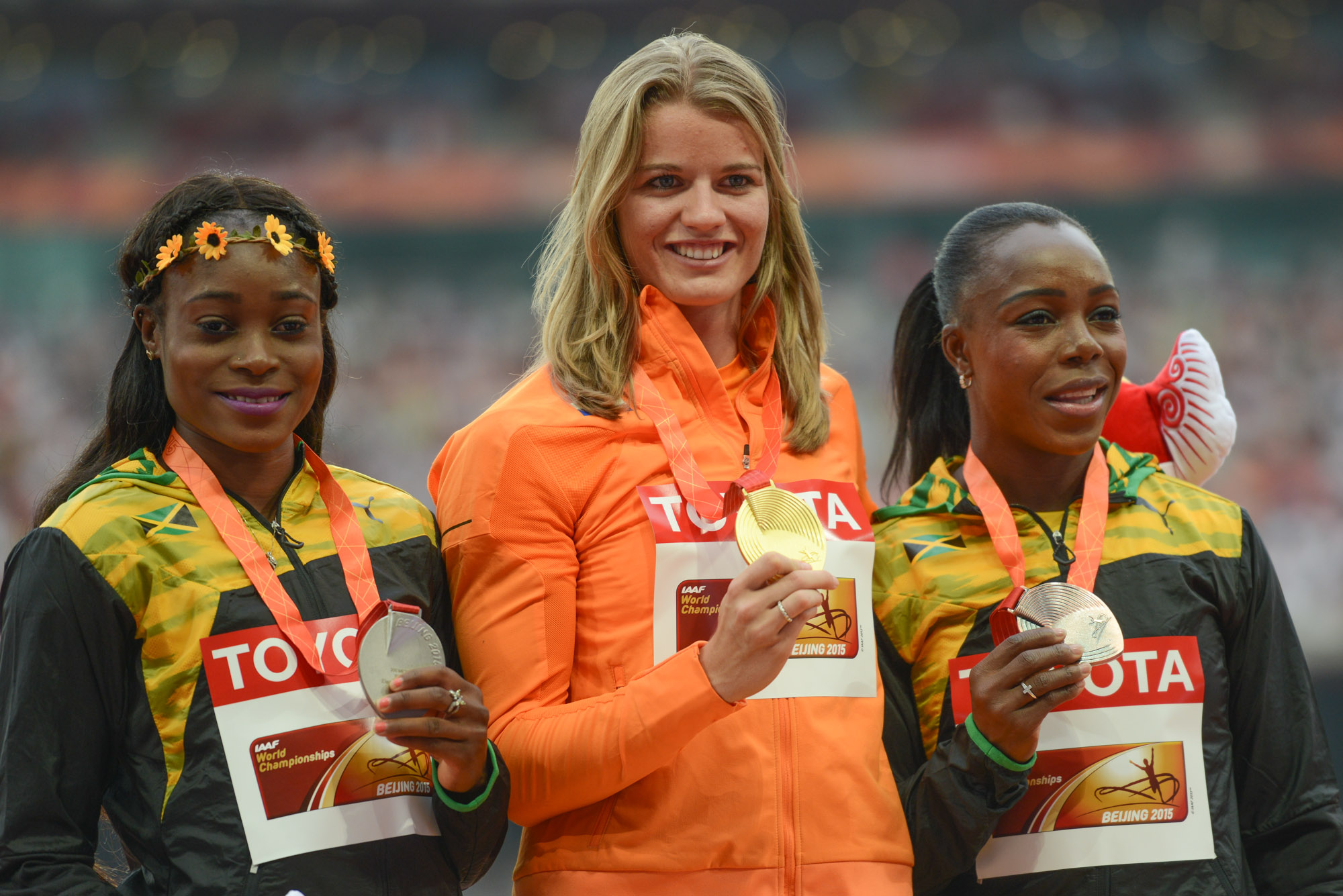
A holandesa Dafne Schippers, campeã dos 200 m rasos no pódio.
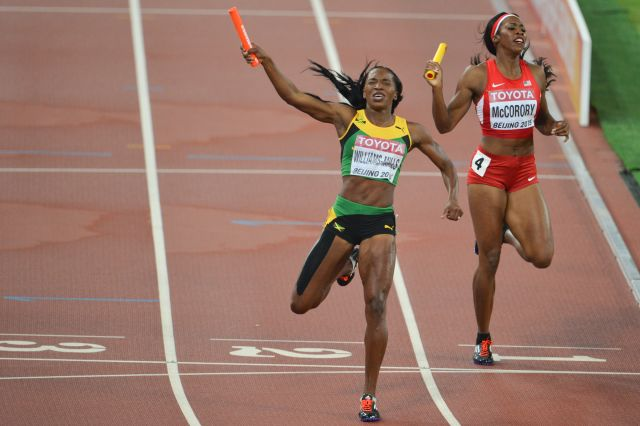
Chegada do 4x400 m feminino com a vitória da Jamaica.
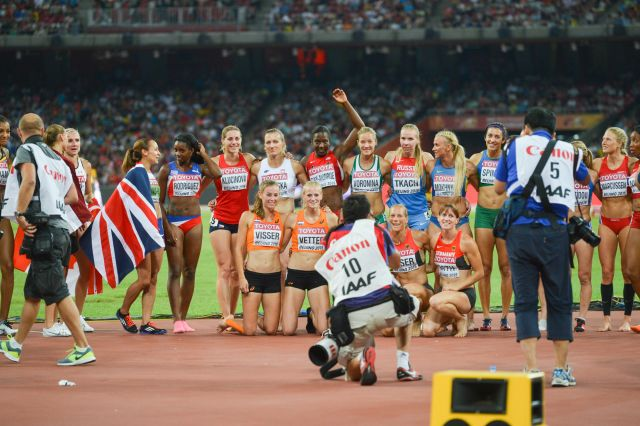
A comemoração das atletas do heptatlo após os dois dias de prova.
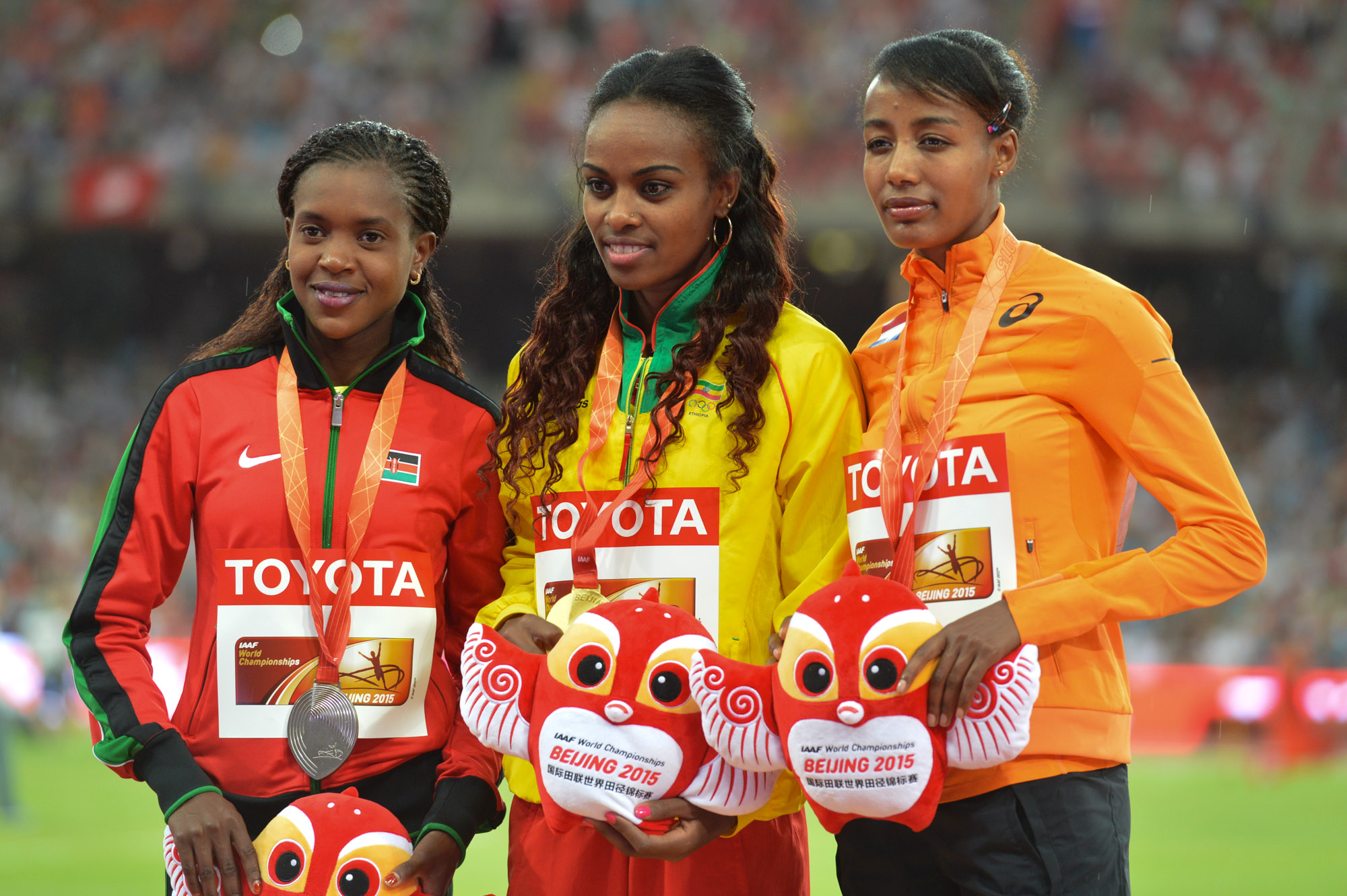
O pódio das vencedoras dos 1500 m..